# Guide pratique pour boulangère magique
Guide pratique pour boulangère magique (titre original : A Wizard's Guide to Defensive Baking) est un roman de fantasy de l'écrivain américaine Ursula Vernon sous le pseudonyme T. Kingfisher publié en 2020 puis traduit en français et publié en 2025.
Guide pratique pour boulangère magique a obtenu le prix Locus du meilleur roman pour jeunes adultes 2021.

## Éditions
- A Wizard's Guide to Defensive Baking, Argyll Productions, 21 juillet 2020, 306 p.  (ISBN 978-1-61450-524-2)
- Guide pratique pour boulangère magique, Seuil Jeunesse, 29 août 2025, trad. Rosalind Elland-Goldsmith, 384 p.  (ISBN 979-10-235-2211-2)